# Каруба-Ринчоне (Палермо)
Каруба-Ринчоне је насеље у Италији у округу Палермо, региону Сицилија.
Према процени из 2011. у насељу је живело 112 становника. Насеље се налази на надморској висини од 376 м.